# Tu-22M (航空機)
ツポレフ　Tu-22M
Tu-22M3　ロシア空軍機
- 用途：戦略爆撃機
- 分類：爆撃機
- 設計者：ツポレフ設計局
- 製造者：ツポレフ
- 運用者： ロシア（ロシア空軍・ロシア海軍）
- 初飛行：1969年8月
- 生産数：497機
- 生産開始：先行試作型：1967年/量産型：1972年
- 退役：2006年( ウクライナ)
- 運用状況：現役
- 原型機：Tu-22

Tu-22M(ロシア語: Ту-22М)は、冷戦時代にソ連のツポレフ設計局で設計・製造された中距離爆撃機である。超音速、可変翼、長航続距離を特徴とし、ソ連では、「ミサイル爆撃機」に分類された。ロシア連邦により現在も運用されている。
Tu-22MのMとはロシア語の「発展型」の頭文字であり、Tu-22の発展型であることを示している。北大西洋条約機構(NATO)では バックファイア (英語:Backfire) のNATOコードネームを割り当てた。

## 開発
先行して開発・運用されていたTu-22は、特に成功したとは言えず、高価な割にいくつかの点でTu-16より劣り、特に航続距離、離陸時滑走距離が弱点となった。Tu-22運用開始と同時に、ツポレフ設計局はTu-22の改善研究・設計を開始した。
ミグ設計局のMiG-23や、スホーイ設計局のSu-17と同様、幾何学的な形状の可変翼は魅力ある長所を持つと考えられていた。すなわち、短い離陸時滑走距離、効果的な航続性、高速性、低空飛行性能である。Tu-22にこれらの長所を取り入れ、失敗したTu-98からいくつかの特徴を取り入れて、「航空機145」 (サモリョート145) と呼ばれる可変翼試作機が試作された。
「航空機145」は既にベースとなったTu-22とは全く別物となっていたが、当時のソ連内部ではニキータ・フルシチョフが掲げたミサイル万能論主張勢力が（フルシチョフ失脚後も）一定数存在し、正面切って新型機開発を切り出しにくい状況下にあった。そこでツポレフはあくまで「航空機145」をTu-22の発展型であると主張し、Tu-22Mの名称で採用されることになった。この名称は公表されず、また西側諸国は当然ツポレフ側の事情など知る由もなかったため、当機の名称をTu-26と推測し、それが定説となっていた。戦略兵器制限交渉（後述）の際にソ連がTu-22Mの名称を明かした後も、西側情報筋はTu-22とは大きく異なる当機をTu-22Mと呼称するソ連を「意図的なミスリーディング」だと疑っていた。
1969年8月、先行試作機Tu-22M0が初飛行した。Tu-22M0は9機（10機説もある）製造され、1971年には前生産型Tu-22M1 「バックファイアA」が初飛行。各種開発試験・兵装試験・運用評価の結果良好な性能を発揮し、量産が決定された。本格的な量産型、Tu-22M2 「バックファイアB」は1972年に登場している。1977年にはTu-22M2の発展型Tu-22M3 「バックファイアC」初号機が初飛行している。

## 性能と特徴

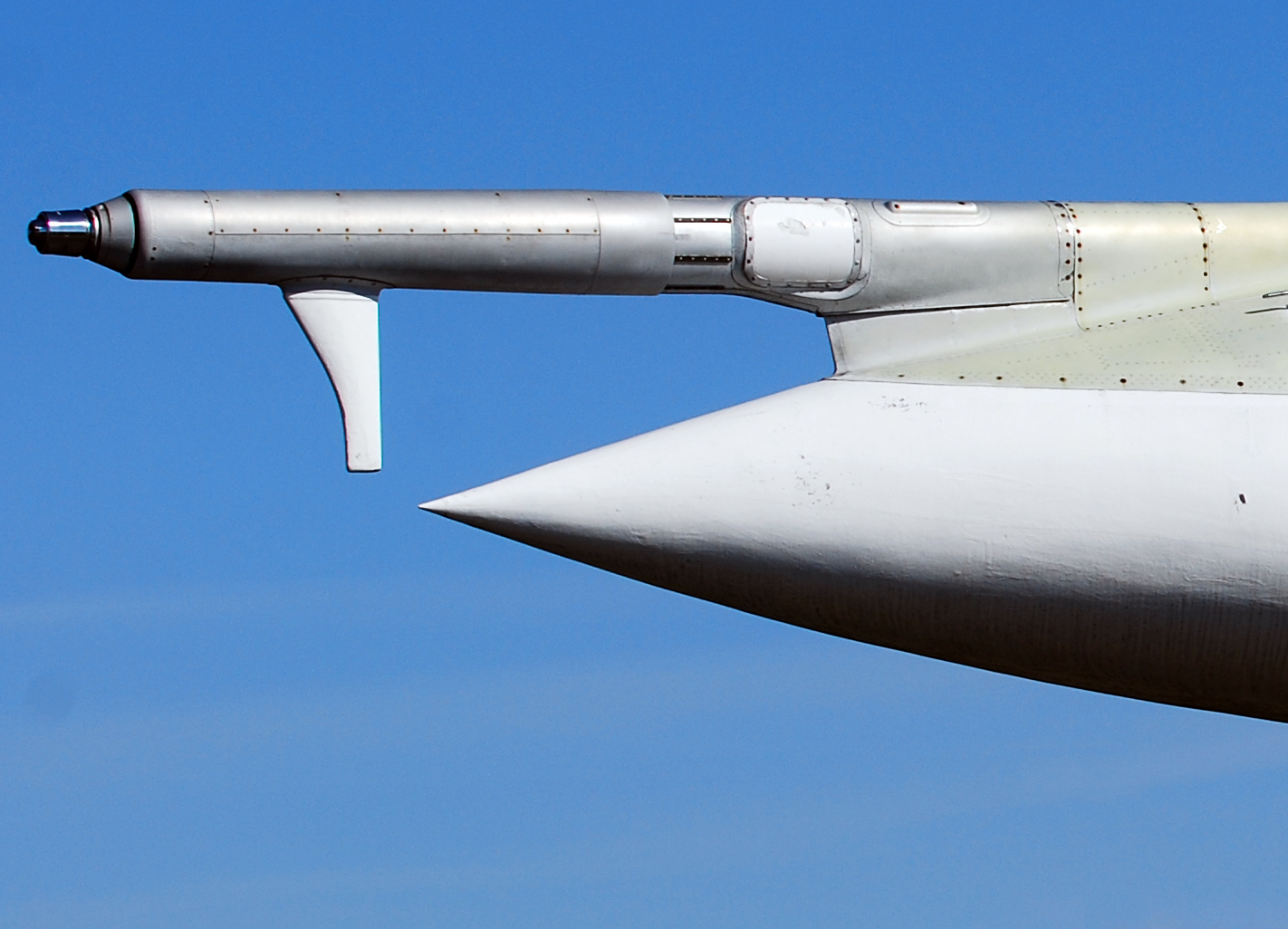
論争の種となった機首の空中給油プローブ（画像はTu-22M1のもの）

Tu-22からの改良点として、エンジン配置を垂直尾翼の両脇から機体後部に2基並列にまとめて配置され、機体両側面には、エンジン前面までほぼストレートな大形のスプリッター・プレート付き空気取入れ用ハウジングが取付けられており、その主翼前縁付近の位置には、片側に四角い吸入口が縦に3個並んでそれが4列ある方式の計12個の小さな補助空気取入れ口を装備している。主翼はTu-22と同じく低翼配置であり、大きな角度の後退翼を持つ固定中央翼と固定中央翼の先端に細長いテーパー翼を持つ外翼部があり、外翼部は後退角が20・30・65度の3つの角度で可変する可変翼となっている。主翼外翼部には前縁にスラットを全翼幅に、後縁に横に同じ幅で3分割されたスロッテッドフラップとその外側に補助翼を装備しており、フラップがある前の上面には、フラップと同じく横に同じ幅で3分割されたスポイラー/リフト・ダンパーが装備されている。尾翼は1枚の垂直尾翼と全遊動式の水平尾翼があり、垂直尾翼は前縁下部から胴体背部にかけてドーサル・フィンが延びる形で取付けられている。機首先端上部には、空中給油プローブを装備できるような構造となっており、Tu-22M0とTu-22M1には空中給油プローブを装備して、さらに航続距離延長ができるが、SALT2(第二次戦略兵器制限交渉)での米ソ交渉の際、本機を戦略爆撃機として扱うかどうかについてに揉めており、ソ連が｢Tu-22Mは中距離爆撃機であり、空中給油ができるように能力を高める意図のないことと、年間生産機数が30機以下で今後も生産ペースを上げる意図のないこと｣をアメリカに通告して、了承されたことで、戦略爆撃機の対象から外れており、そのため、それ以降に製造のすべてのTu-22Mは、空中給油プローブ取付け部はフェアリングで覆われているが、必要となれば簡単に取り付けることができる。これと引き換えにアメリカはB-1Bから核兵器搭載能力を外した。
　機体中央胴体部に爆弾倉があり、核爆弾のほか、FAB-3000 3t爆弾で3発、FAB-1500 1.5t爆弾で8発搭載できるほか、胴体下面と主翼固定中央翼下面にも搭載可能で、FAB-300 500kg爆弾で爆弾倉に18発と機外に24発、計42発、FAB-250 250kg爆弾で爆弾倉に35発と機外に34発の計69発搭載可能である。また、対地・対艦ミサイル搭載も可能であり、機体胴体中心線の爆弾倉下にドゥーガ Kh-22P（NATOコードネーム「AS-4“キッチン”」）を1発搭載できるほか、主翼固定中央翼下面にMBDZ-U9-68兵装ラックを装備することで、主翼両側に2発搭載し計3発搭載可能となっている。また、機外と機内を合わせた最大搭載量は24,000 kgであるが、通常搭載量は、爆弾類は12,000 kgとし、ミサイルはKh-22を1発としている。
機首には、Tu-22と同様｢ダウンビート｣レーダーをAS-4誘導用に装備、機首下部が膨らみを持つ。また、爆撃標準用OPB-15T光学/TV標準器を操縦席部の胴体下面に装備している。
　自己防衛用電子機器は、レーダー警戒装置センサーが機体各部に取付けられており、コックピット後の上部に赤外線ミサイル接近警報装置のセンサーがある。ほかに、左右エンジン空気取入れ口ダクトと主翼付け根部の間、水平尾翼取付け部などにチャフ・フレア・ディスペンサーがある
エンジンはクズネツォフNK-22 ターボファンエンジンを2基搭載、アフターバーナー使用時は最大推力196kNとなっている。そのため、飛行速度が2倍近くにまで向上し、これに伴って、離着陸時の安定性確保のため、前述の可変翼が採用されている。
　乗員は4名、コックピットに2名ずつ、並列に前後に座る形で、前列が操縦士と副操縦士、後列に航法士と兵装システム士官（WSO）が搭乗する。各座席にはKT-1射出座席を装備、高度200ft（656m）の場合、70-162kt（129.6-300.0Km/h）の速度範囲において安全に脱出できる。搭乗については、コクピット横にあるガルウィングドアから出入りする方式で、専用タラップが用意されている。
　自衛用火器として、胴体尾部の垂直尾翼付け根とエンジン排気口の間にGSh-23 23mm機関砲1基とその上部に射撃管制用｢ボックス・テイル｣レーダーを備え、兵装システム士官（WSO）が遠隔操作で作動させる。機体尾部には、着陸時の減速用パラシュート2基を収納している。
Tu-22Mの開発経験を生かし、さらにTu-160が開発された。しかし、この爆撃機はソ連末期の経済停滞により多数は生産されず、ソビエト連邦崩壊後のロシア連邦ではTu-22MがTu-95とともに爆撃機部隊の中核を占めている。

## バリエーション
派生形を含む製造数は497機であった。

### Tu-22M0およびM1
初期のTu-22M0は9機のみ製造され、続いてさらに9機のTu-22M1量産先行試作機が1971年と1972年に製造された。これらはNATOコードネームでは｢バックファイアA」とされた。
F-4ファントムIIやMiG-23に類似した形状のエアインテーク（空気取り入れ口）が特徴。

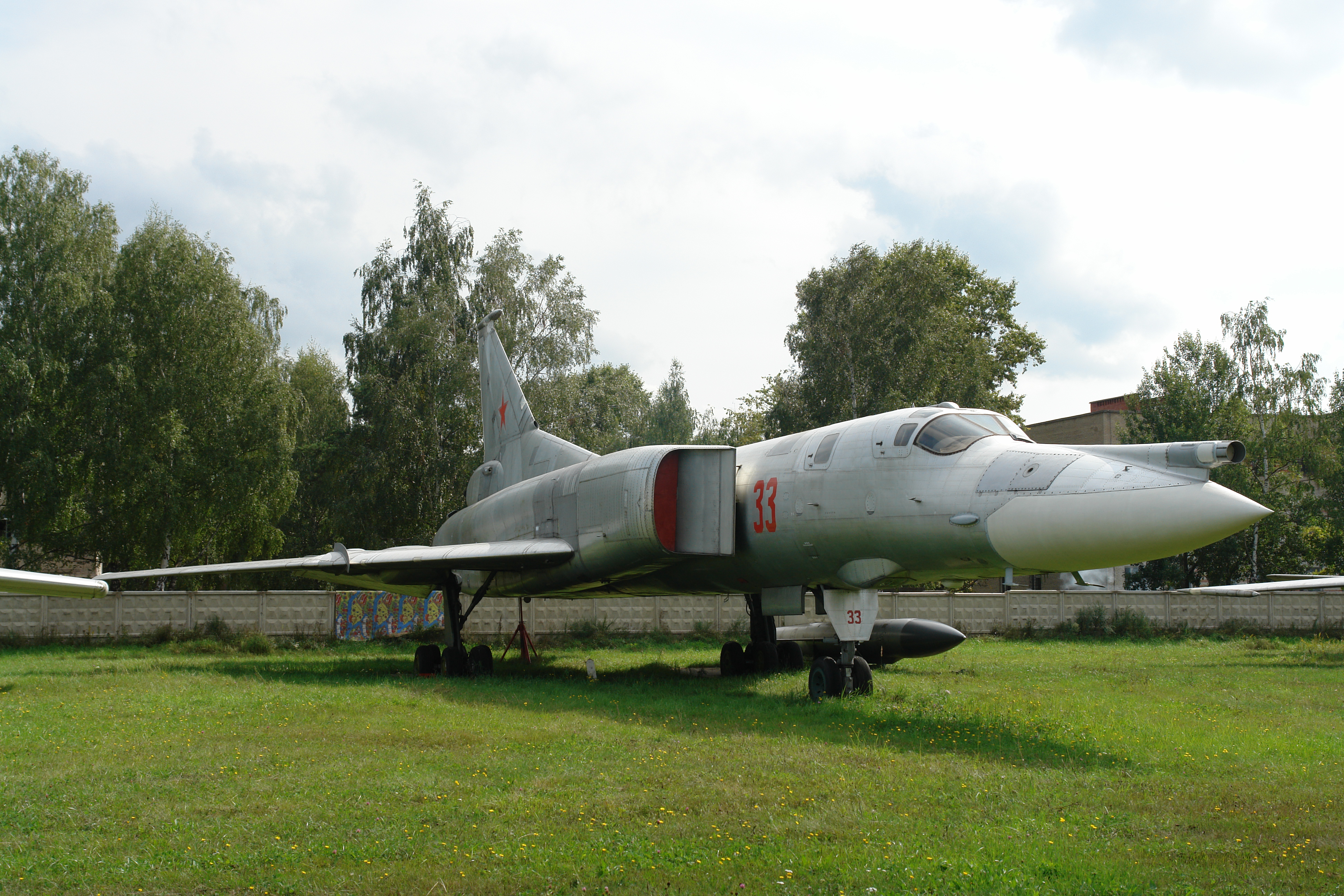
Tu-22M0
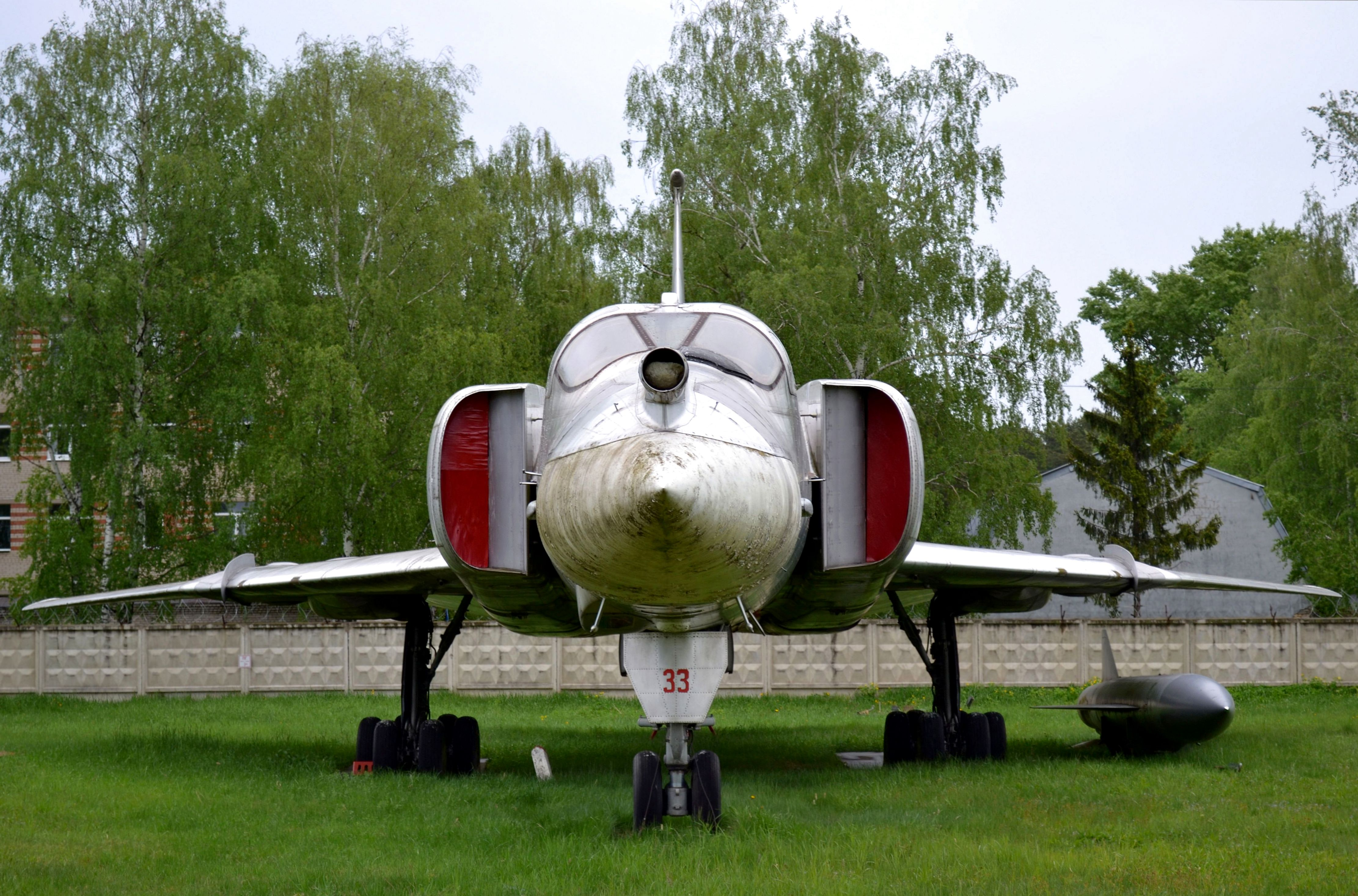
Tu-22M0の前面
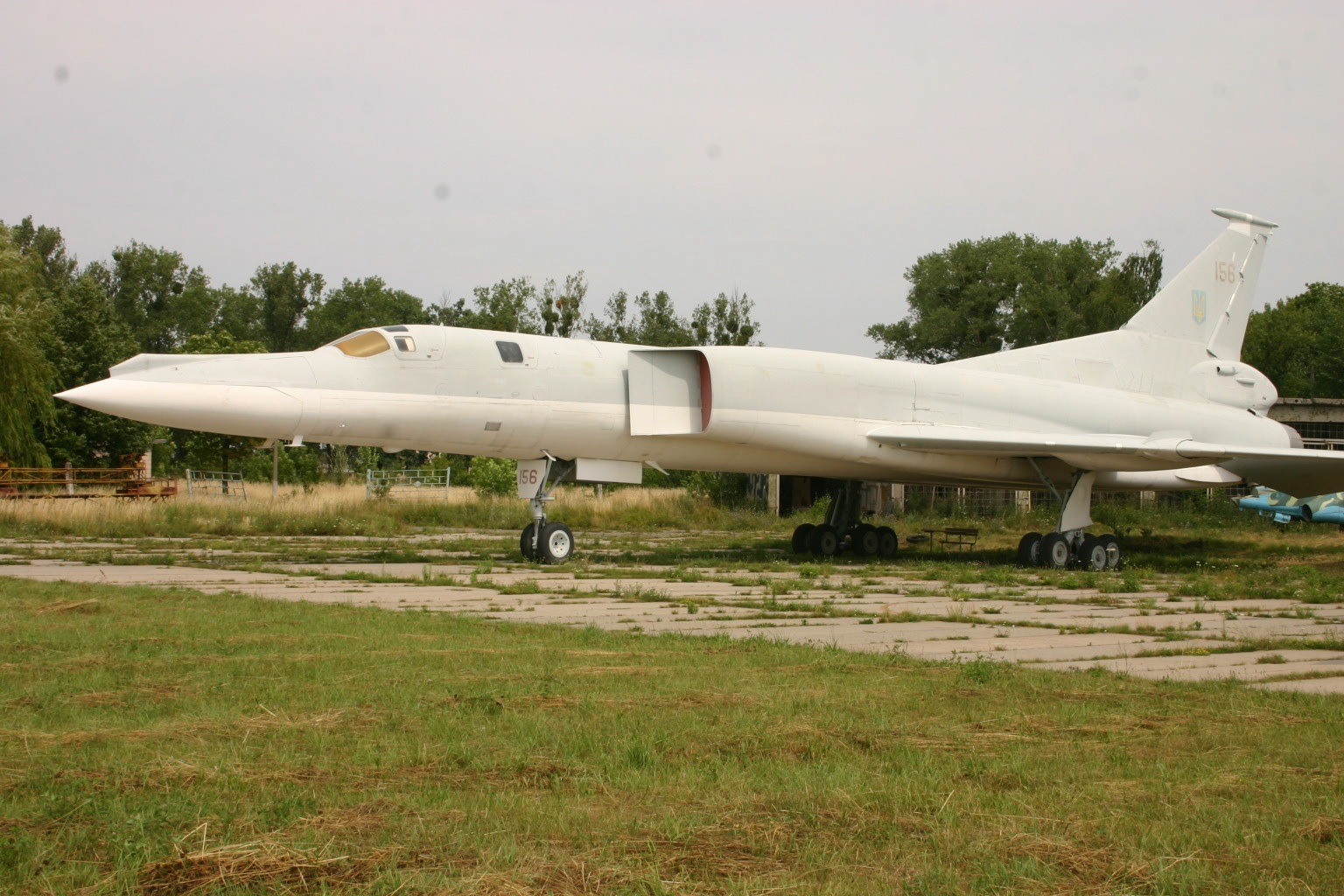
ウクライナ空軍のTu-22M0

### Tu-22M2
最初の量産型は、1972年から製造のTu-22M2（NATOコードネーム：バックファイアB）である。1973年5月7日に初飛行、1976年からソ連空軍・海軍への配備が始まっている
主翼を延長し、広範囲にわたり再設計され、搭乗員の空間確保のため胴体断面積を拡大した。エンジンはNK-22 2基に変更、着陸装置も改良された。尾部砲塔の射撃管制レーダー｢ボックス・テイル｣を収めるレードム形状も変わっている。
いくつかのTu-22M2は、後にエンジンをより強力な　NK-23に換装しTu-22M2Yeとされた。
Tu-22M2は、Tu-22M0より優れた性能と改良されたコクピットだったが、居住性と信頼性に問題があり、乗員には「ドヴォーイカ」というニックネームで呼ばれていた。これは「数字の2」という意味であるが、そこから派生して「2番目の奴」、「5段階評価で2」つまりは「落第点」を意味する単語でもある。

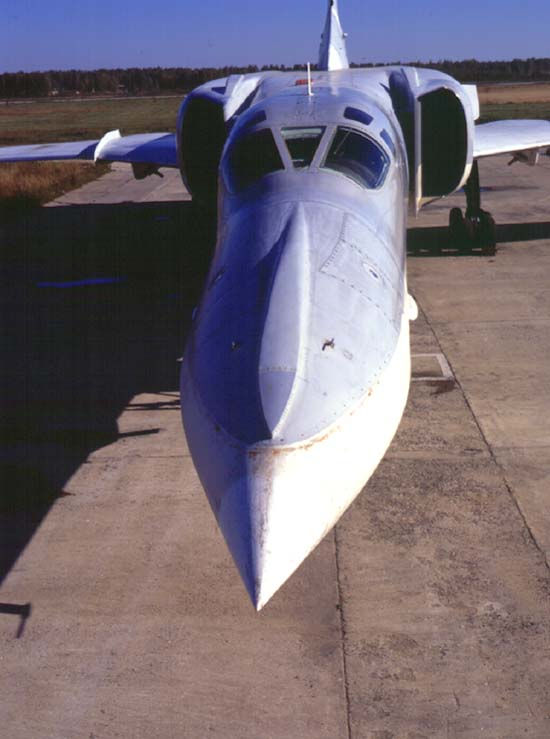
機首方向から見たTu-22M2 空中給油受油装置は撤去されている
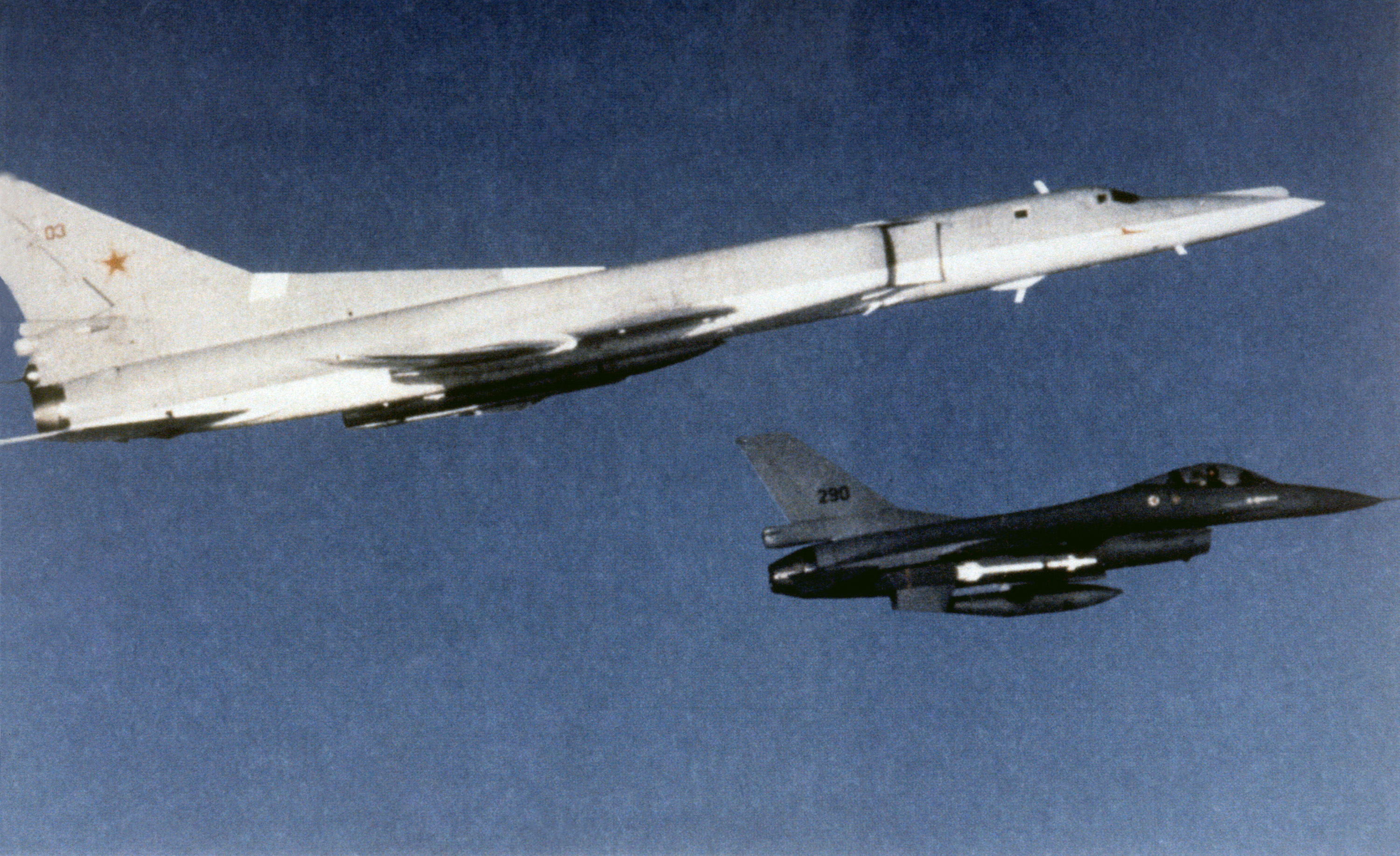
ノルウェー空軍のF-16戦闘機の要撃を受けるTu-22M2（1988年撮影）
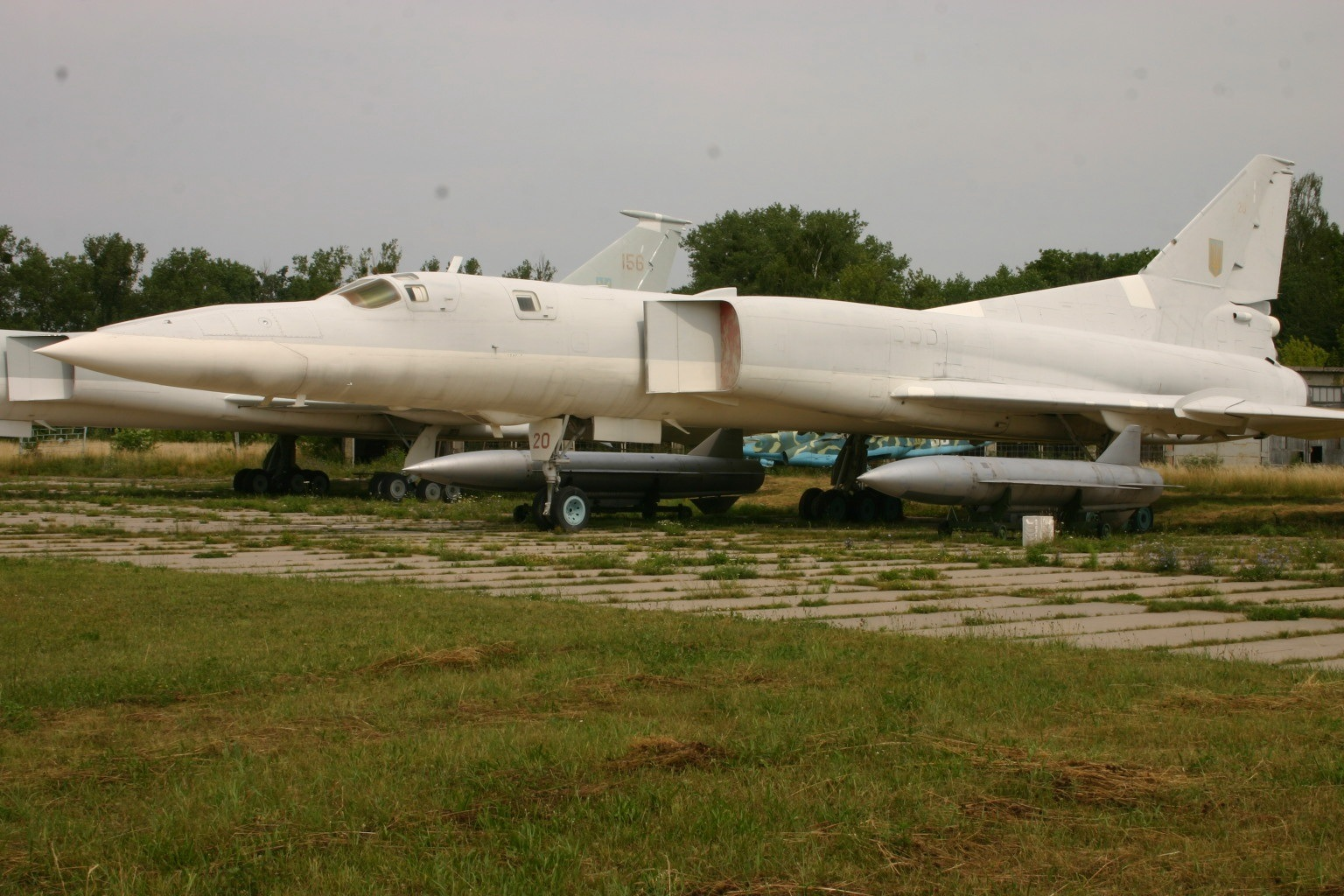
ウクライナ空軍のTu-22M2

### Tu-22M3
Tu-22M2からの更なる改良型、Tu-22M3（NATOコードネーム：バックファイアC）が、1977年に初飛行した。ソ連空軍では1983年に第185親衛重爆撃隊への配置が始められ、ソ連海軍では1985年に黒海艦隊航空部隊への配置が始められている。また1992年には、イギリスのファーンボロー国際航空ショーで西側諸国に公開されている。
新しくより強力なNK-25ターボファンエンジンを2搭載し、アフターバーナー出力使用時の最大推力は14%増しの245kNとなった。最高速度向上に合わせ、空気取入れ口が設計変更され、F-15 イーグルやMiG-25に似た可変面積型の二次元型空気取入れ口を新たに採用し、エンジン空気取入れ用ハウジングにある補助空気取入れ口を3個並んでそれが3列ある方式の計9個に変更となり、外翼可動幅が広くなった。ノーズハウジング（先頭部分）は上向きになったうえに大型化し、レーニネツ（「レーニン主義者」の意味）PN-ADレーダーとNK-45航法・射撃統制システムを搭載した。これらの改良の結果、非常に改善された低高度飛行（地形追尾ではない）ができるようになった。
2門搭載されていた胴体尾部の砲は1門となり、砲塔の形が改善され、尾部砲塔の射撃管制レーダー｢ボックス・テイル｣を収めるレードムの形状は切り落とし型となった。
ドゥーガ Kh-15（NATOコードネーム　AS-16“キックバック”）短距離攻撃ミサイルを搭載するために、回転式ランチャーにKh-15Pが6発が装着され、爆弾倉内に取付けられるようになっており、ほかにも、Kh-31A/P（NATOコードネーム　AS-17“クリプトン”）、Kh-35（NATOコードネーム　AS-20“カヤック”）空対地ミサイルなどを搭載可能である。この新型機は、M2よりも良い性能を示した。この機は乗員からトロイカ(ロシア語で「3番目」の意)のニックネームで呼ばれたが、これはTu-22Mのロシアでの運用に関して時々言及される。
なお、可変後退翼機はスペース節約のため、駐機中は主翼を最後退位置にするのが普通だが、M3はアメリカに最高速度向上を悟られないために、主翼をM2と同じ位置で固定していた。
Tu-22M3のうち少数（おそらく12機）が、Tu-22M3(R)またはTu-22MRとして、ショームポル側方監視レーダーとELINT（電子情報収集）装備を取り付けられた。また、1986年には爆弾倉内に半埋め込み式ポッドを装備し、空気取入れ口ダクトとドーザル・フィン付け根部分に電波透過材を使用したパネルを取付けて、その中に電子センサー類を収めた、ミアス電子戦機器を装備する電子戦専用の派生形Tu-22MPが計画されたが、これは2-3機のプロトタイプが作られたに過ぎない。若干のTu-22Mの稼働機はアビオニクス装備を換装し、Tu-22MEとして運用されているが、NATO側では特に原型と区別していない。

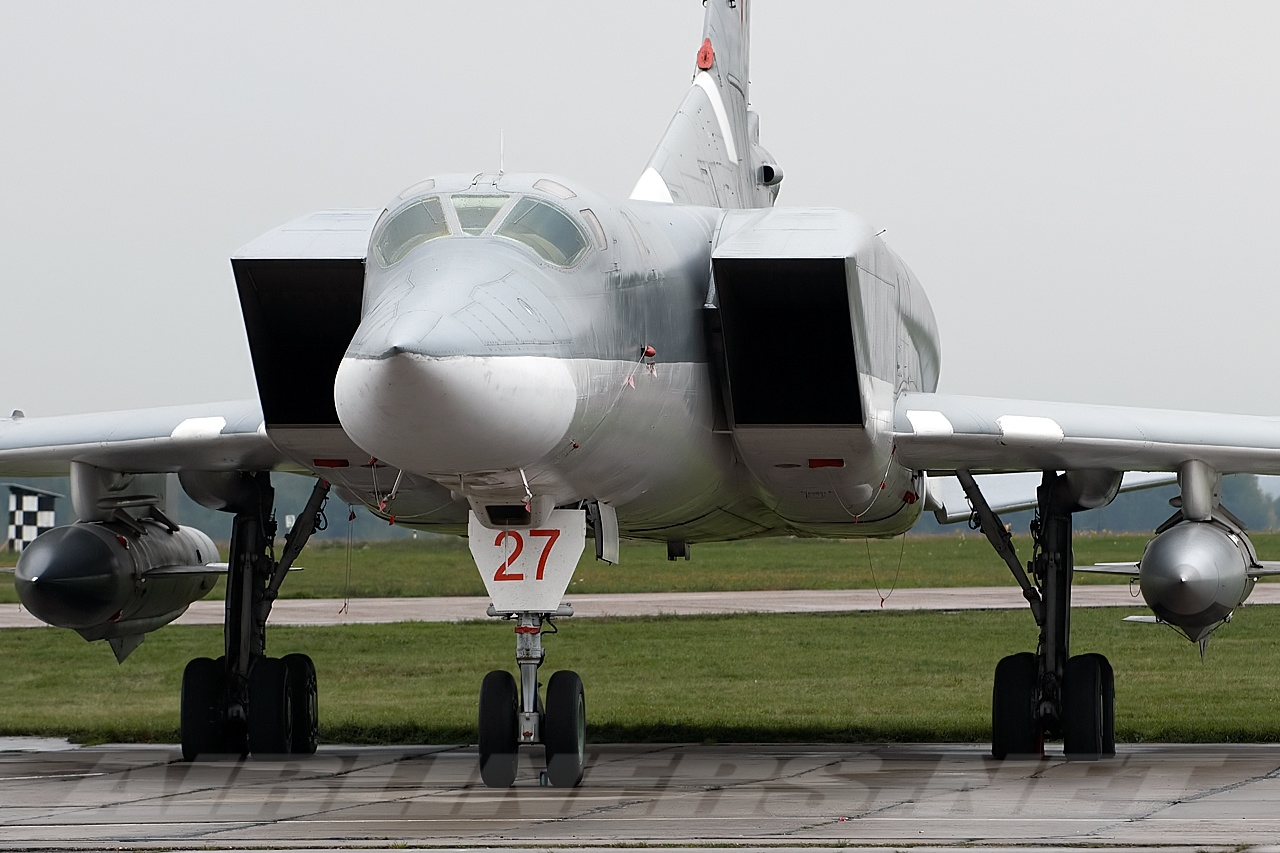
正面
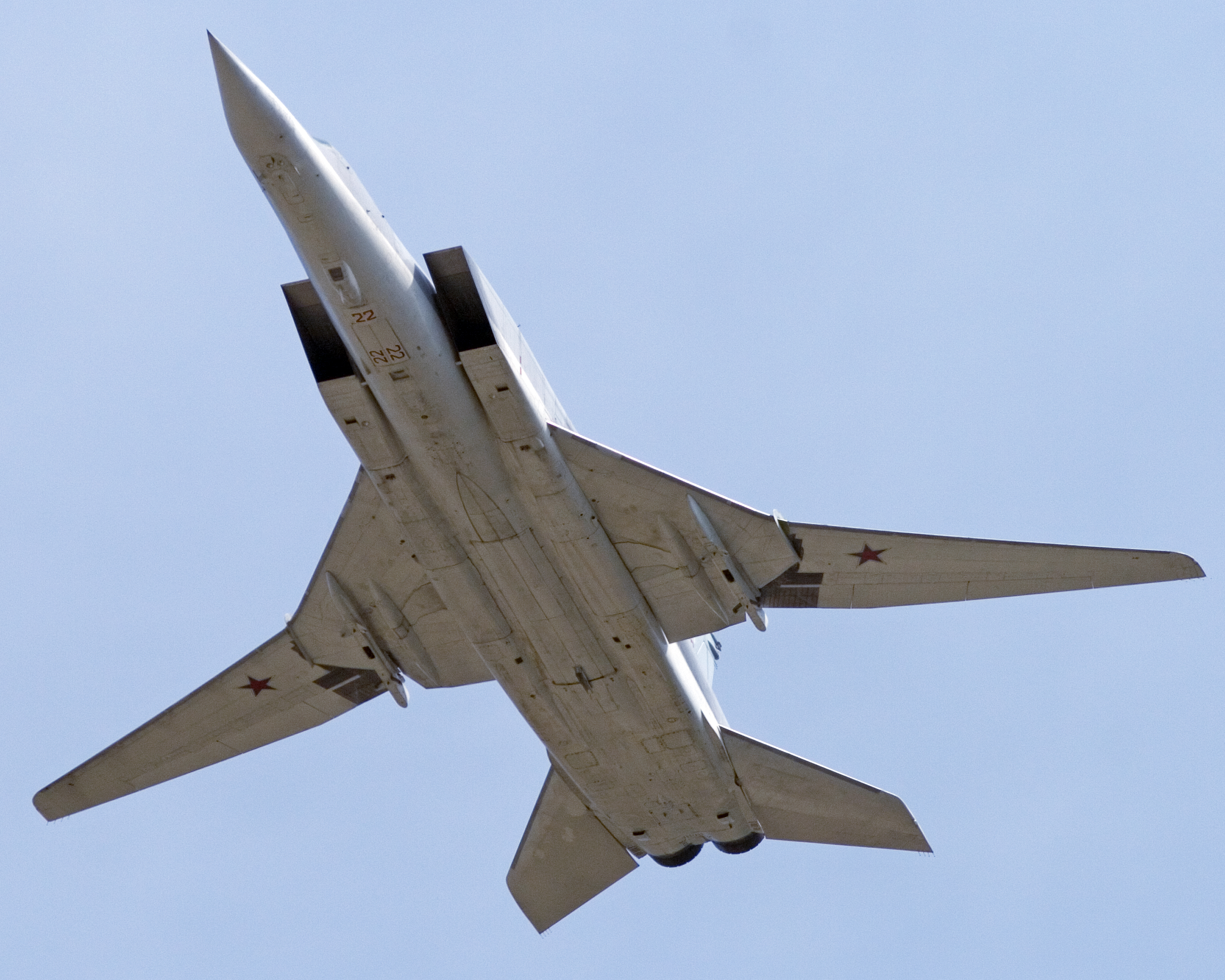
下方より
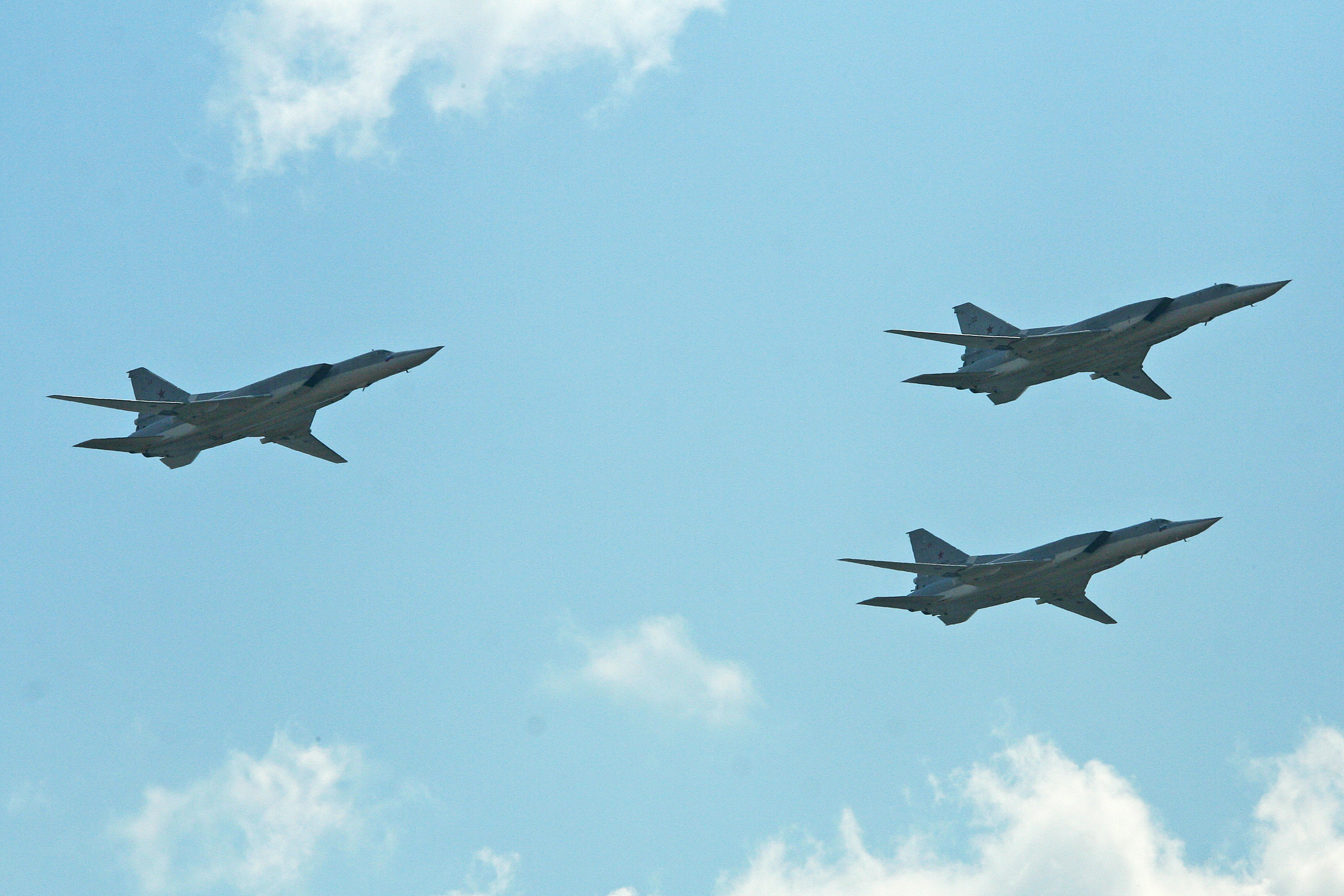
編隊飛行を行うTu-22M3
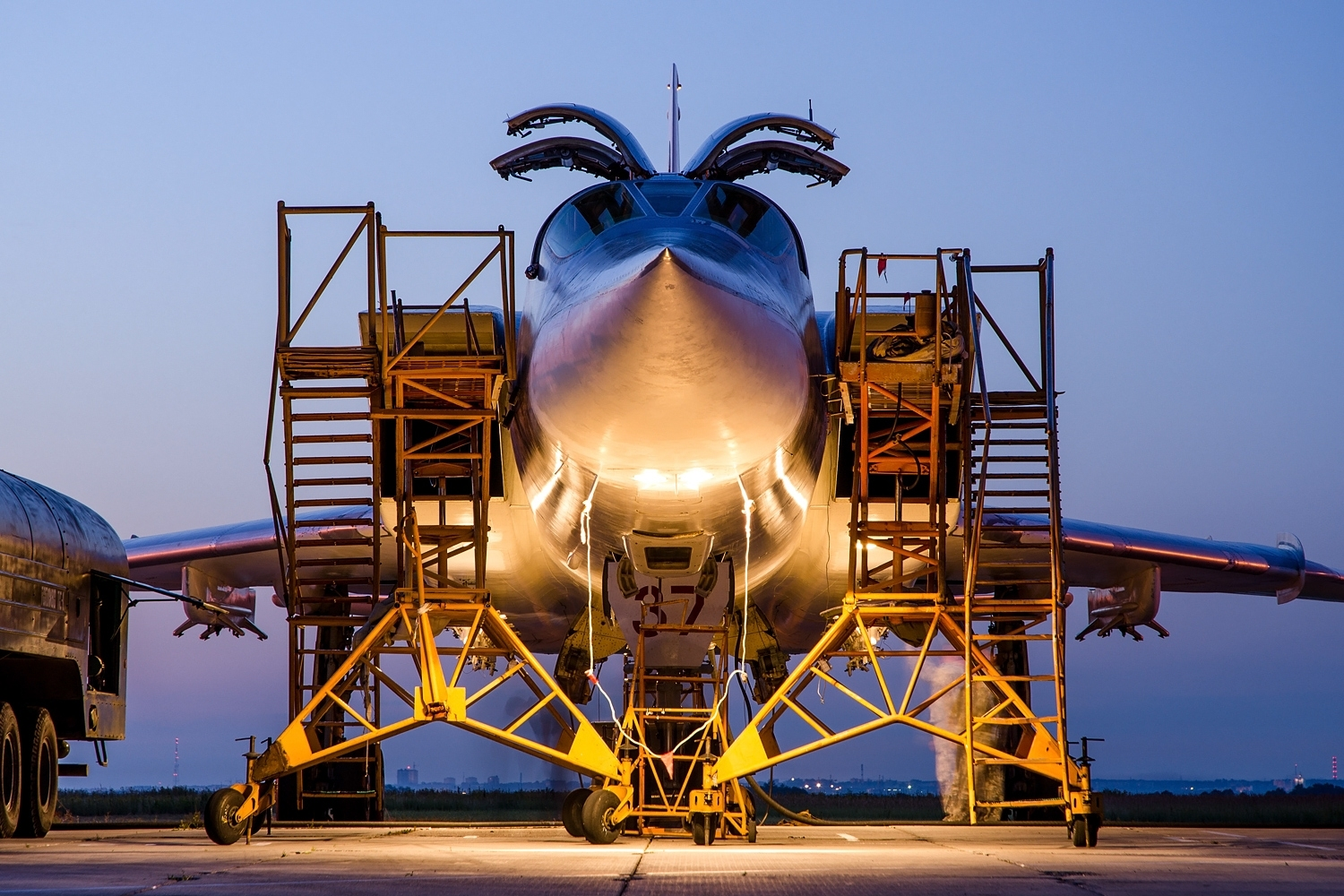
乗員昇降用タラップを付けたTu-22M3
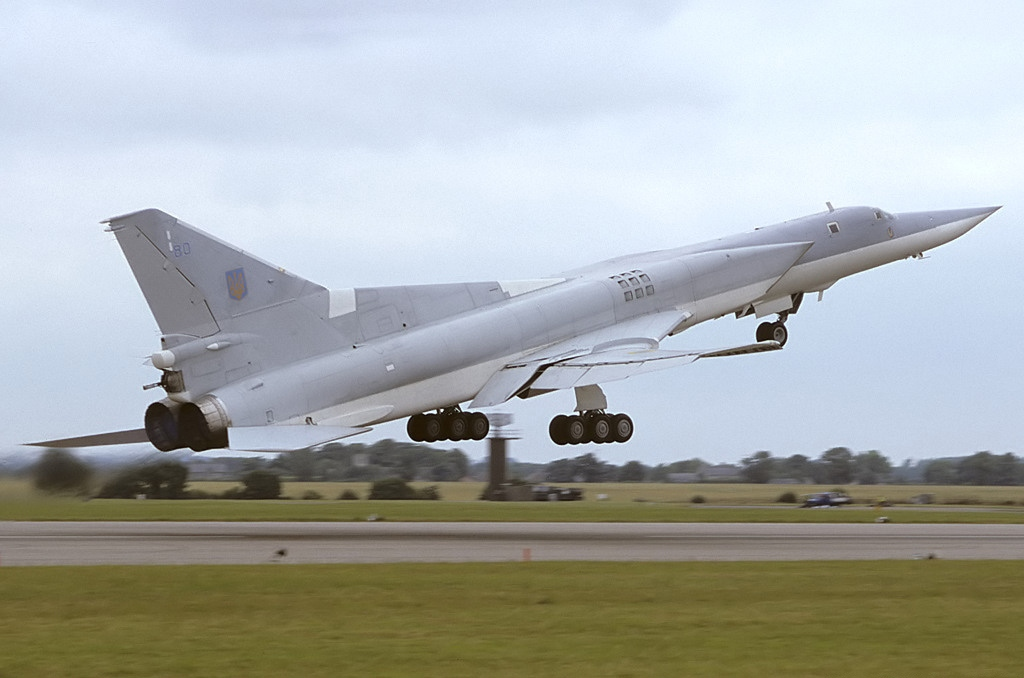
離陸するウクライナ空軍のTu-22M3
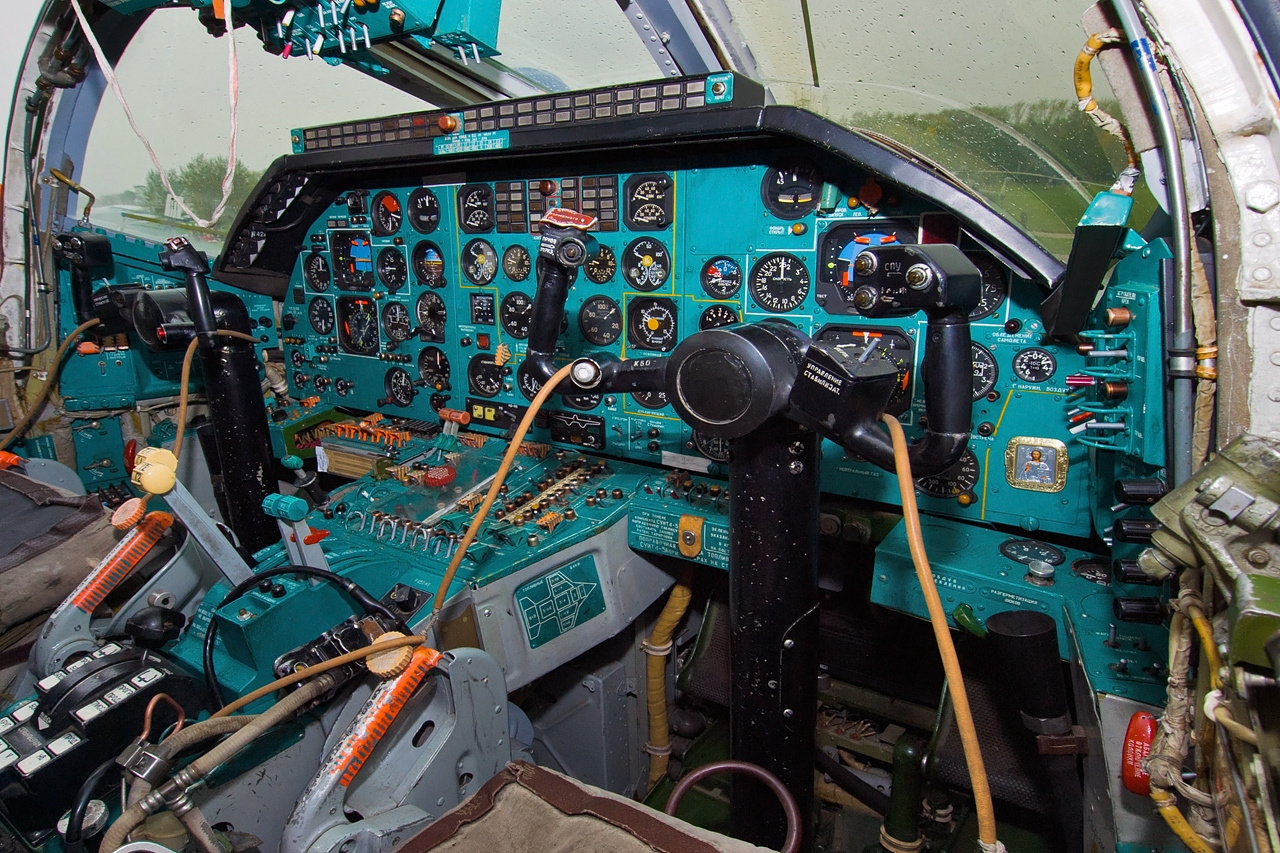
Tu-22M3の前部コックピット
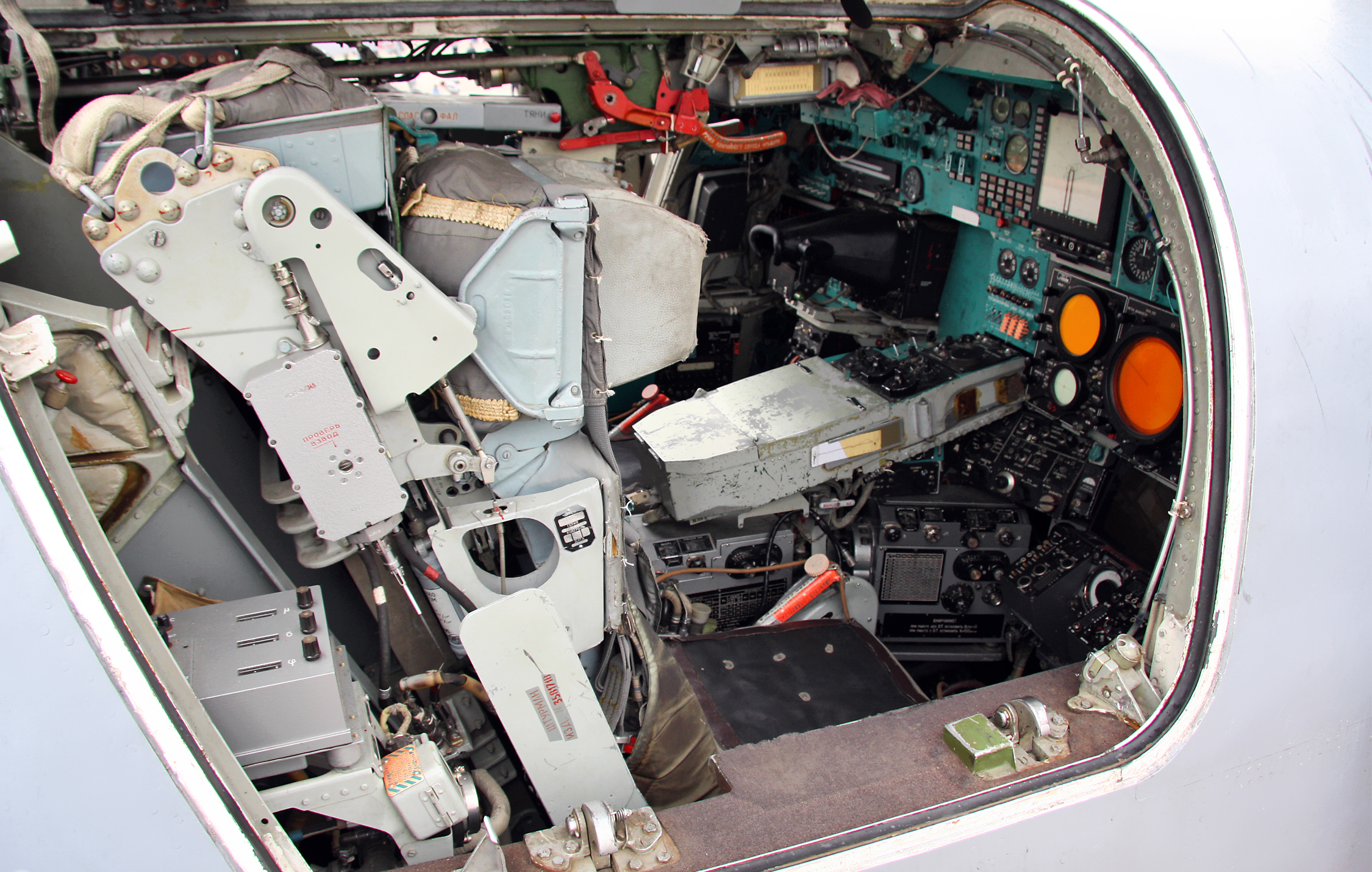
Tu-22M3の後部コックピット
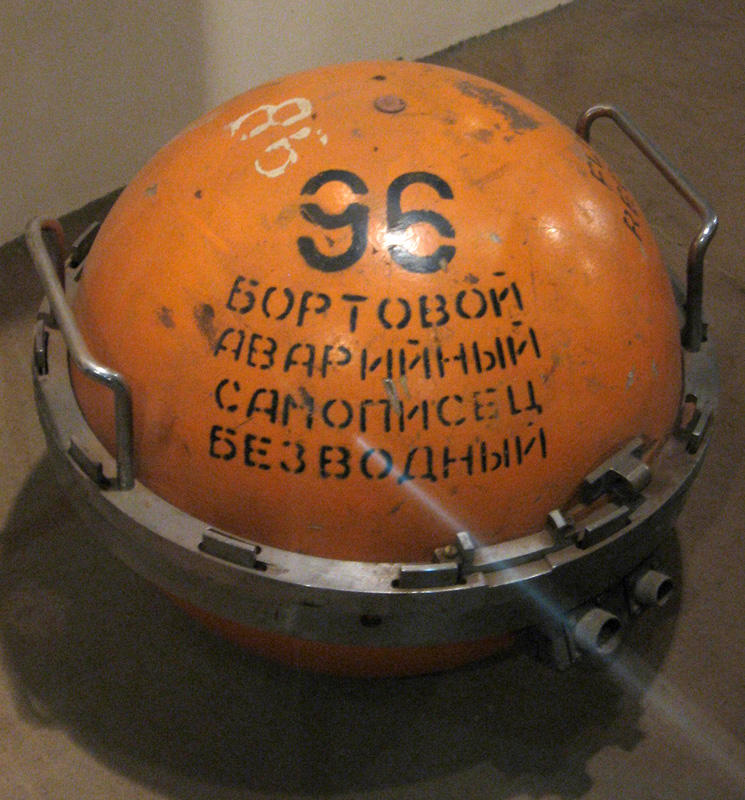
Tu-22M3のブラックボックス

### Tu-22M3M
Tu-22M3の改修型。搭載アビオニクスの80％が新しくなり、航法装置・通信機器・照準器は最新デジタル機器となり、燃料消費制御システムを新型に換装、自衛用電子機器も最新のものを搭載している。アビオニクスはメンテナンスを容易にするためTu-160M2と互換性が確保されている。コックピットはマルチファンクションディスプレイによるグラスコクピットとなり、乗員への知的支援機能を備えた新しい情報と制御システムも装備している。エンジンはNK-32-02に換装するとされていたが、結局は行われずNK-25のままとなった。他、外観上の特徴として尾部砲塔が廃止され、大形フェアリングとなり、機首にも用途不明のフェアリングが追加されている。
初号機は2018年8月16日のタタールスタン共和国の首都カザンの工場でロールアウト。地上試験後に初飛行が行われ、ロシア国防省は政府合同認証試験の結果を見極めて近代化の可否を判断する。供給は2021年より開始予定。

## 運用

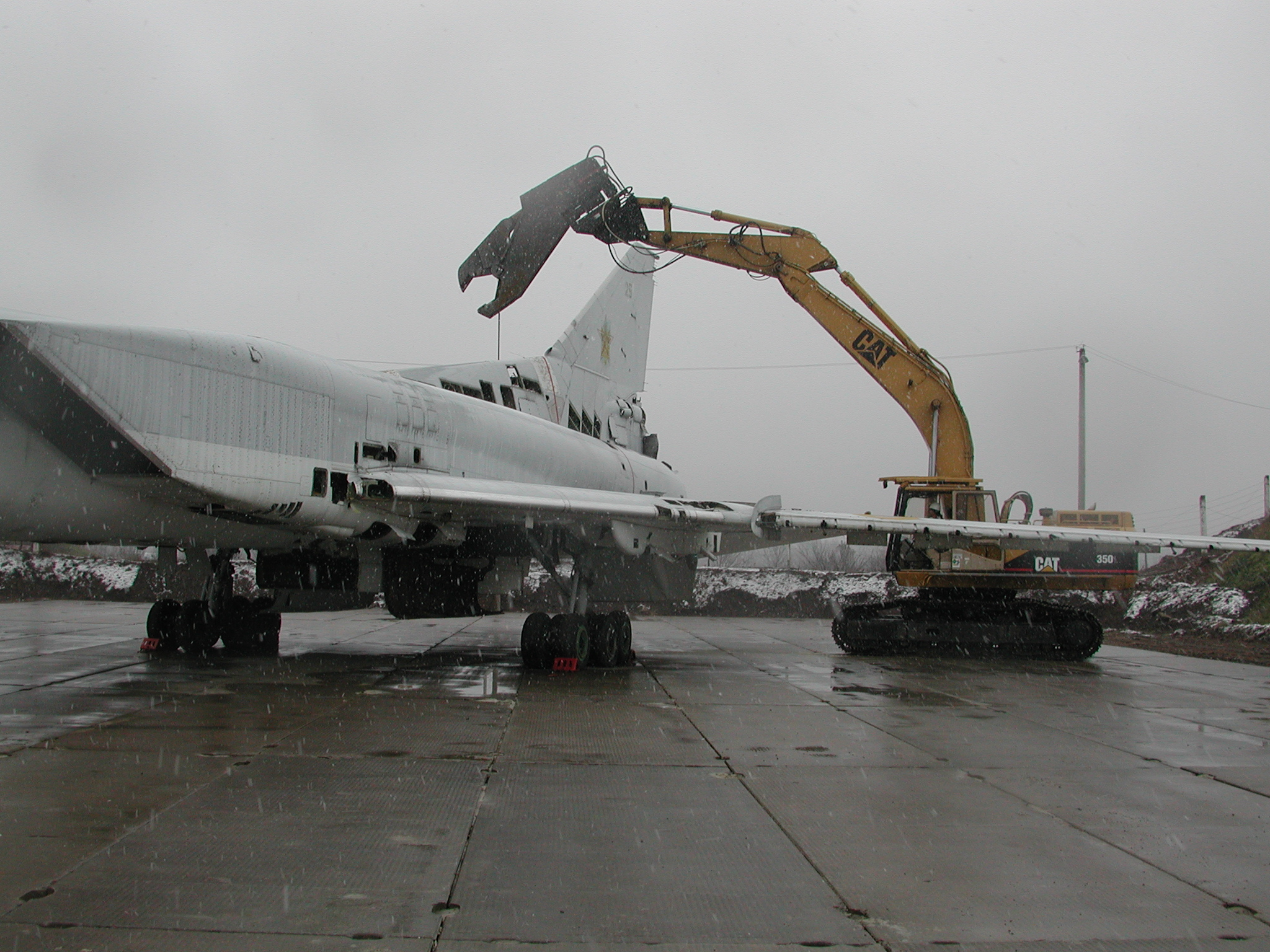
解体されるウクライナ空軍のTu-22M3

冷戦の間、Tu-22Mはソ連空軍の戦略爆撃任務と、ソ連海軍航空隊の長距離対艦攻撃任務についていた。アメリカは、この新爆撃機配備について、非常な懸念を抱いた。実際には1982年までに200機しか製造されず、この爆撃機がアメリカ本土への往復機動を伴う爆撃ができないことが判明していた。しかし、アメリカ海軍、空軍はこの機体が深刻な脅威であるとして、北アメリカ防衛に予算投入した。
Tu-22Mは、1987年から1989年までアフガニスタンで実戦使用された。この時の使われ方は、ベトナム戦争でのアメリカ空軍B-52の使われ方と酷似していた。通常弾頭だが、かなりの量の爆弾を投下した。この攻撃は一方的で強力であったが、戦略上は無効だった。
中東諸国に輸出されたTu-22に対して、ソ連はTu-22Mの輸出を行わなかった。しかし、ソ連崩壊により旧ソ連構成共和国のうち、いくつかの独立国がTu-22Mを保有することになった。この時点で、約370機の稼働機が独立国家共同体諸国に配備されていた。
ウクライナは空軍に29機所有していたが、ウクライナ政府が核放棄を宣言して以降、これらTu-22Mはアメリカの資金援助の下2004年末頃に多くが破棄された。残る機体は2006年までポルタヴァで運用されていたが、これもこの年初頭に破棄され、Tu-22M0を含む3機のみがキーウ空港に隣接する国立航空博物館で保存されている。
ロシアでは、生産再開の動きがあったものの、経済悪化により実現せず1993年に生産中止されている。1992年以降はそれまでの方針を変え、ツポレフはTu-22Mの顧客を探し、イラン、インド、中華人民共和国、ベトナム、アルジェリアなどの国々に売り込むが、販売は実現しなかった。1999年、4機がインドに海上偵察および攻撃用途のためにリースされると発表されたが、2004年の交渉では合意に至らず、その後は不明となっている。
ロシアは1995年の第一次チェチェン紛争にTu-22Mを投入し、チェチェンの首都グロズヌイ近くで爆撃を行った。2008年の南オセチア紛争にも投入され、ロシア側発表では偵察任務中の第929飛行実験センター所属の1機がグルジア軍によって撃墜されている。
2015年11月には、シリア内戦でアサド政権軍を支援するため、他の戦略爆撃機とともにISILに対する巡航ミサイル攻撃に使用された。
2019年1月22日、ロシア北西部のムルマンスク州にある軍用飛行場にて、Tu-22M3爆撃機の墜落事故が発生した。乗員4人中2人が死亡、地面に激突した際に2人負傷し、後に1人も死亡したため、結果4人中3人が死亡した。事故原因は、悪化した気象条件下での操縦ミスとの見解である。3月23日にも、モスクワ南西のシャイコフカ基地で離陸前の点検中だったTu-22M3の射出座席が誤作動を起こし、不十分な高さまで射出されたため3名が死亡、1名が負傷した。
2022年ロシアのウクライナ侵攻では、Kh-22の発射プラットフォームとして活動。ロシア西部クルスク州やアゾフ海上空などに展開して、ウクライナに向けて同ミサイルを発射した。
＊下記はTu-22M3のもの

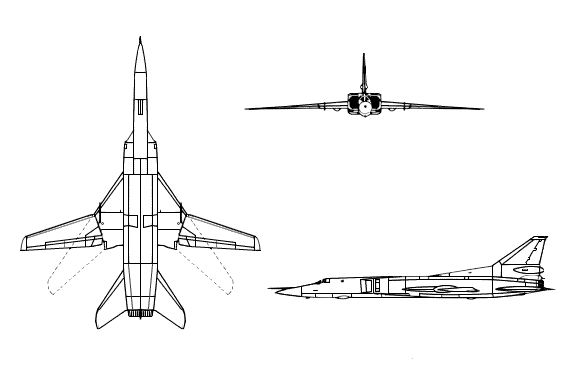
Tupolev Tu-26 Backfire

- 乗員：4名（操縦士、副操縦士、航法士、兵装システム士官）
- 全長：39.6m
- 翼長：
  - 展開時（20度）：34.28 m
  - 後退時（65度）：23.3m
- 全高：11.05 m
- 翼域：
  - 展開時：183.6 m2
  - 後退時：175.8 m2
- 自重：54,000 kg
- 全備重量：124,000 kg
- 離陸可能最大重量：130,000 kg
- エンジン：クズネツォフNK-25 ターボファンエンジン　2基
  - 　出力：各々245 kN（A/B）

- 最大速度：マッハ2.05（2,160 km/h）
- 作戦行動半径：
  - 戦闘行動半径：1,500-2,407 km
  - 輸送行動半径：11,993 km
- 実用上昇限界：13,300 m（43,600フィート）
- 翼面荷重：706 kg/m2
- 推力重量比：0.40 : 1

### 武装
- GSh-23 23mm複砲身機関砲（遠隔操作式尾部砲塔に装備）1基
- 爆弾およびミサイル：主翼・胴体パイロンおよび、投下式兵器用の内部爆弾倉に最大12,000 kg
  - Kh-47M2 キンジャールロシアの極超音速空対地ミサイル　ただしTu-22M3のみ
  - Kh-22/Kh-32 長距離対艦ミサイル　1発（爆弾倉外部）＊ただしKh-22搭載時は他の武装は搭載不可、
  - Kh-15 短距離対地ミサイル　6発（爆弾倉内ロータリーランチャーに搭載）、加えて2発のKh-15またはKh-27（主翼パイロン）
- レーダー A-332Z/A-359Zほか

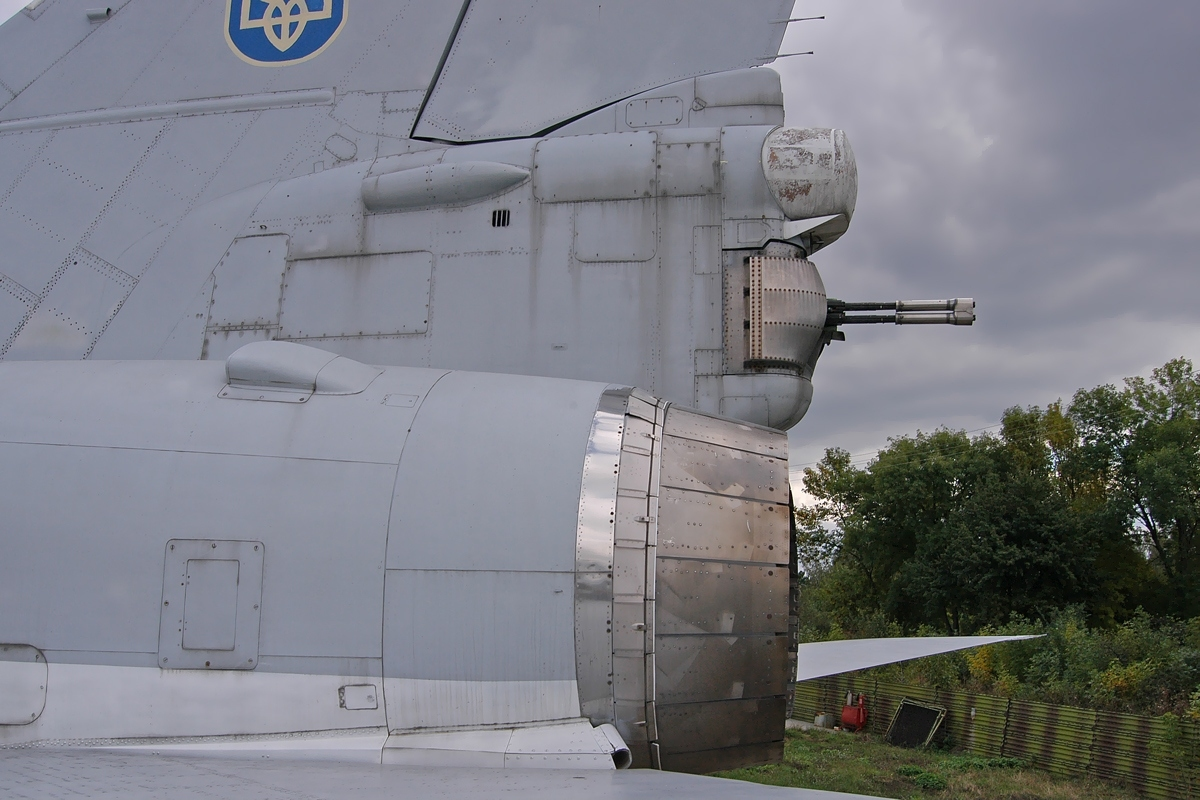
尾部砲塔
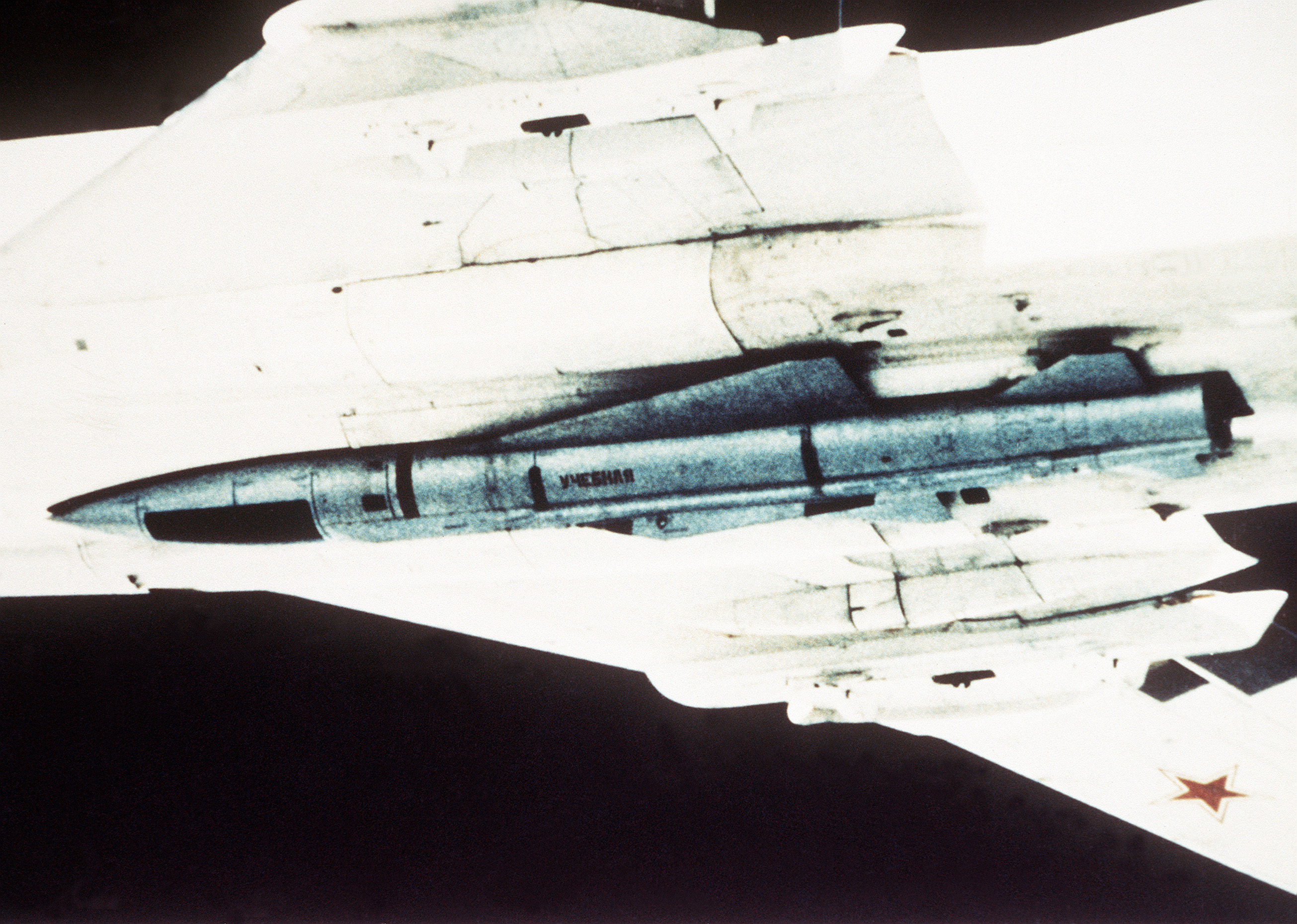
爆弾倉下面に搭載されたKh-22
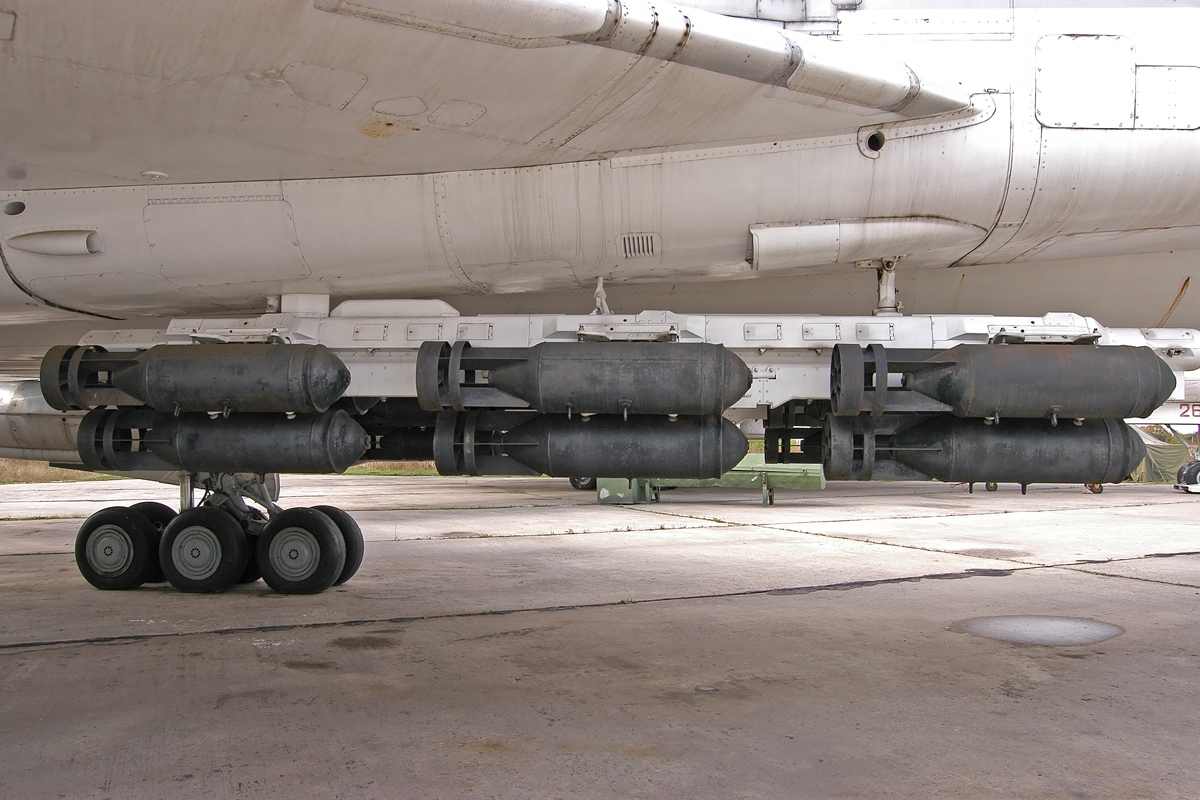
機体下面脇のパイロンに搭載された無誘導爆弾
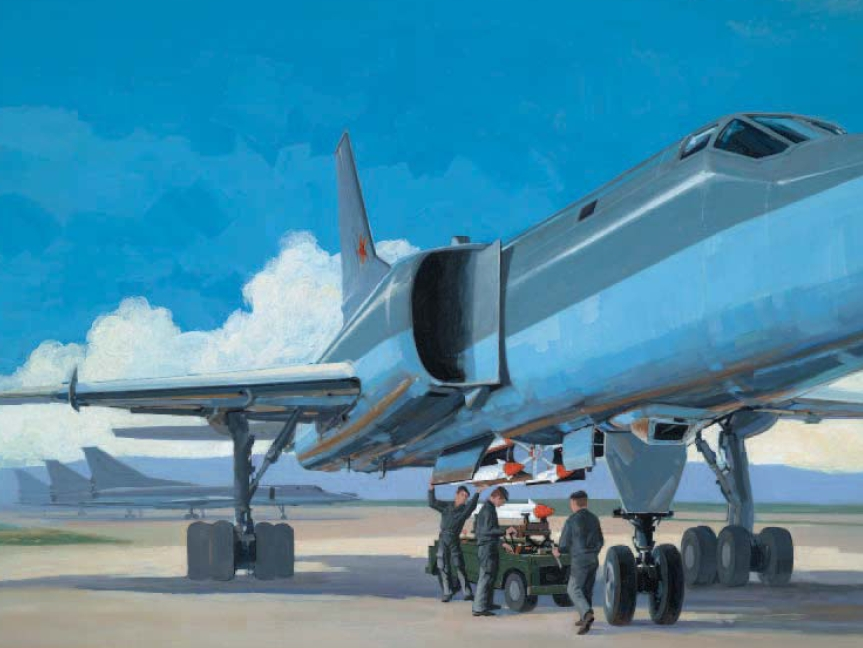
Kh-15を爆弾倉内ロータリーランチャーに搭載する様子を描いたイラスト

## 登場作品

### 映画
『ウォーゲーム』
『トータル・フィアーズ』
ロシア海軍航空隊機として登場。Tu-22による編隊が、北海に展開していたアメリカ海軍のニミッツ級航空母艦「ジョン・C・ステニス」に対艦ミサイルによる飽和攻撃を行った。

### アニメ・漫画
『FUTURE WAR 198X年』
Tu-22M2が「ソ連爆撃機　バックファイアB」の名称で登場。空対地ミサイルを2基搭載。冒頭、日本領空を侵犯飛行して、航空自衛隊のF-15Jのインターセプトを受ける。中盤には日本本土を強襲し、空対地ミサイルで石油コンビナートや新幹線、高速道路を次々と攻撃する。
なお、冒頭に登場する機体は、実機と空気取り入れ口の形状が異なる。
『イーグルドライバー』
日本領空を侵犯したソ連の機体として登場。落雷事故により、ジャイロコンパスと無線機が使えない状態で日本領空に迷い込んだ。下手に日本に不時着させようものなら国際問題になりかねないため、主人公たちはキャノピー越しに乗員と筆談で会話し、ウラジオストク近辺のソ連領空までエスコートしようとする。
『パタリロ！』
機体そのものは登場しておらず名前だけだが｢バンコラン死す｣の話の中でパタリロがバンコランたちの帰国用に用意した飛行機がソ連製バックファイヤーII戦略爆撃機とのこと（バンコランは以前の帰国の時に飛行機を頼んだらミラージュIIIで帰国するというひどい目に遭っており、当然パタリロはバンコランに殴られた）。

### 小説
『影の爆撃機』デイル・ブラウン
『レッド・ストーム作戦発動』トム・クランシー

### ゲーム
『Modern Warships』
プレイヤーが操作可能な艦載機として登場。課金で入手できる。
『大戦略シリーズ』
ロシア陣営またはそれに準ずる国のユニットとして、Tu-22M2またはM3が登場。プレイヤー陣営である場合は、自軍ユニットとして生産・使用可能。
『大戦略ポータブルシリーズ』では、R共和国のユニットとして登場。同作では、自軍兵器の経験値を積むことで改良型へ発展させるシステムを採っており、最初はTu-22M2しか生産・使用できないが、最終的には改良型のM3も生産可能となる。しかしM3になった場合でも、グラフィック自体はM2から変化しない。
『エリア88』
Tu-22M2が、敵軍の中型雑魚として多数登場。機体色は、実在しない迷彩塗装となっている。